# Devika
Devika także Prameela Devi (ur. 1943, zm. 25 kwietnia 2002) – indyjska aktorka.
Wnuczka uznawanego za ojca kinematografii w telugu Raghupathi Venkaiah Naidu. Ceniona za wszechstronność i urodę, uznanie zdobyła dzięki występom między innymi w takich filmach jak Sumaithangi, Nenjil oru Aalayam i Marakka Mudiyuma. Jej filmografia obejmuje około 150 tytułów, w językach tamilskim, telugu oraz malajalam.